# WOW Tennis Challenger 2011
Il WOW Tennis Challenger 2011 è stato un torneo professionistico di tennis femminile giocato sulla terra rossa. È stata la 4ª edizione del torneo, che fa parte dell'ITF Women's Circuit nell'ambito dell'ITF Women's Circuit 2011. Si è giocato a Waterloo in Canada dal 4 al 10 luglio 2011.

## Partecipanti

### Teste di serie
| Nazionalità   | Giocatrice        | Ranking* | Testa di serie |
| ------------- | ----------------- | -------- | -------------- |
| Stati Uniti   | Alison Riske      | 115      | 1              |
| Ucraina       | Tetjana Lužans'ka | 192      | 2              |
| Hong Kong     | Zhang Ling        | 198      | 3              |
| Israele       | Julia Glushko     | 200      | 4              |
| Canada        | Sharon Fichman    | 245      | 5              |
| Sudafrica     | Chanel Simmonds   | 252      | 6              |
| Stati Uniti   | Chichi Scholl     | 271      | 7              |
| Taipei cinese | Hsu Wen-hsin      | 284      | 8              |

- Ranking al 20 giugno 2011.

### Altre partecipanti
Giocatrici che hanno ricevuto una wild card:
- Elisabeth Abanda
- Sonja Molnar
- Kimberley-Ann Surin
- Carol Zhao

Giocatrici che sono passate dalle qualificazioni:
- Victoryia Kisialeva
- Elizabeth Lumpkin
- Diana Ospina
- Nicola Slater

## Campionesse

### Singolare
Sharon Fichman ha battuto in finale  Julia Boserup con il punteggio di 6–3, 4–6, 6–4

### Doppio
Alexandra Mueller /  Asia Muhammad hanno battuto in finale  Eugenie Bouchard /  Megan Moulton-Levy con il punteggio di 6–3, 3–6, [10–7]